# Shinkansen Serie E1
Lo Shinkansen Serie E1 è un elettrotreno giapponese per linee veloci (Shinkansen), in servizio presso le compagnie ferroviarie JR East. È composto da carrozze a due piani, primo treno veloce a ricorrere a una soluzione del genere.

## Storia
Gli elettrotreni della Serie E1, originariamente denominati serie 600, sono stati progettati per i servizi nella trafficata zona di Tokyo. Per tale motivo si optò, per la prima volta per treni destinati a viaggiare ad oltre 200 km/h, ad una soluzione con carrozze a due piani, che a parità di lunghezza, permettevano un incremento dei passeggeri trasportabili. Rispetto ai precedenti elettrotreni Serie 200 difatti, i posti a sedere sono aumentati del 40%, pur mantenendo sempre una composizione di 12 elementi.
Originariamente i primi due convogli furono soprannominati “Double-Decker Shinkansen”, e portavano il logo “DDS”, poi ha prevalso il nomignolo di “MAX”, acronimo di “Multi Amenity eXpress”. Dal luglio 1994 hanno iniziato a prestar servizio sulla Tōhoku Shinkansen e sulla Jōetsu Shinkansen, gestite dalla compagnia JR East.

## Descrizione Tecnica
I sei convogli costruiti dalla Kawasaki Heavy Industries erano composti da 12 elementi, sei motorizzati e sei rimorchiati. Ogni motore aveva la potenza di 410 kW, ed era collegato ad un singolo asse. Il rodiggio degli elementi motorizzati pertanto è B0'B0'. La potenza complessiva installata era di 9.84 MW, sufficiente per raggiungere i 240 km/h di velocità massima. Gli elementi motorizzati sono i numeri 2, 3, 6, 7, 10 e 11; i pantografi erano collocati sulle carrozze 6 e 10.
Le dodici carrozze sono a due piani. Negli ambienti standard senza prenotazione, ai piani superiori delle prime quattro carrozze, la disposizione dei sedili è 3+3. I sedili non avevano i poggiabraccio individuali, e non si reclinavano. Ai piani inferiori di tutte le carrozze e ai piani inferiori delle carrozze 9, 10 e 11 o gli ambienti standard con prenotazioni. La disposizione dei sedili era 3+2, e i sedili avevano poggiabraccio individuali e si reclinavano. Infine ai piani superiori delle carrozze 9, 10 e 11 vi era l'ambiente "Green car", con sedili della disposizione 2+2.
Per la ristorazione erano presenti 3 macchine automatiche per la vendita, più un punto di servizio presenziato per la vendita di snack. Il posto per una carrozzella era presente sulla carrozza 9, dove era presente anche un ascensore interno.